# Adição oxidativa
Adição oxidativa e eliminação redutiva são duas importantes classes de reações em química organometálica. Suas relações são mostradas adiante onde y representa o números de ligantes no metal e n é o estado de oxidação do metal.
Em adição oxidativa, um complexo metálico com sítios de coordenação vagos e um relativamente baixo estado de oxidação é oxidado pela inserção de metal em uma ligação covalente (X-Y). Tanto o estado de oxidaçao formal do metal, n, e a contagem de elétrons do complexo aumenta de duas unidades. Embora as adições oxidativas possam ocorrer com a inserção de um metal em muitas ligações covalentes diferentes, são vistas mais geralmente com ligações H-H e carbono(sp3)-halogênio. Carbono que seja hibridizado em sp2, como no caso de um grupo vinil, podem também sofrer adição oxidativa. Este processo ocorre com retenção de configuração na ligação dupla.